# 约克美术馆

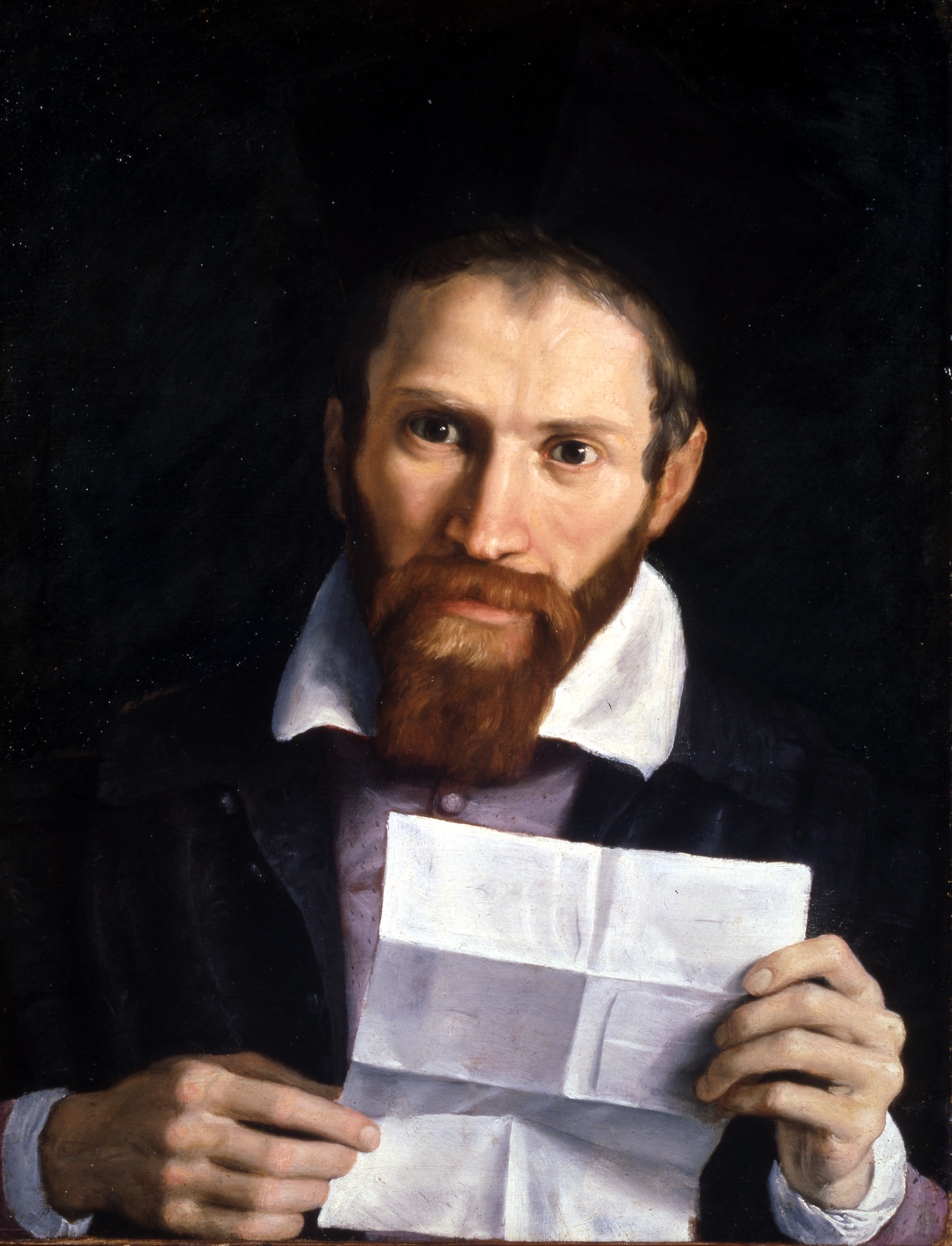

约克美术馆（York Art Gallery）位于英格兰约克，收藏14世纪到现代绘画、版画，水彩画，素描和陶瓷。2013年关闭重建，2015年夏季重新开放。

## 历史
建立这座美术馆是为了提供一个永久性建筑，作为1879年第二届约克郡美术和工业展览会的核心空间。该建筑为II级登录建筑。

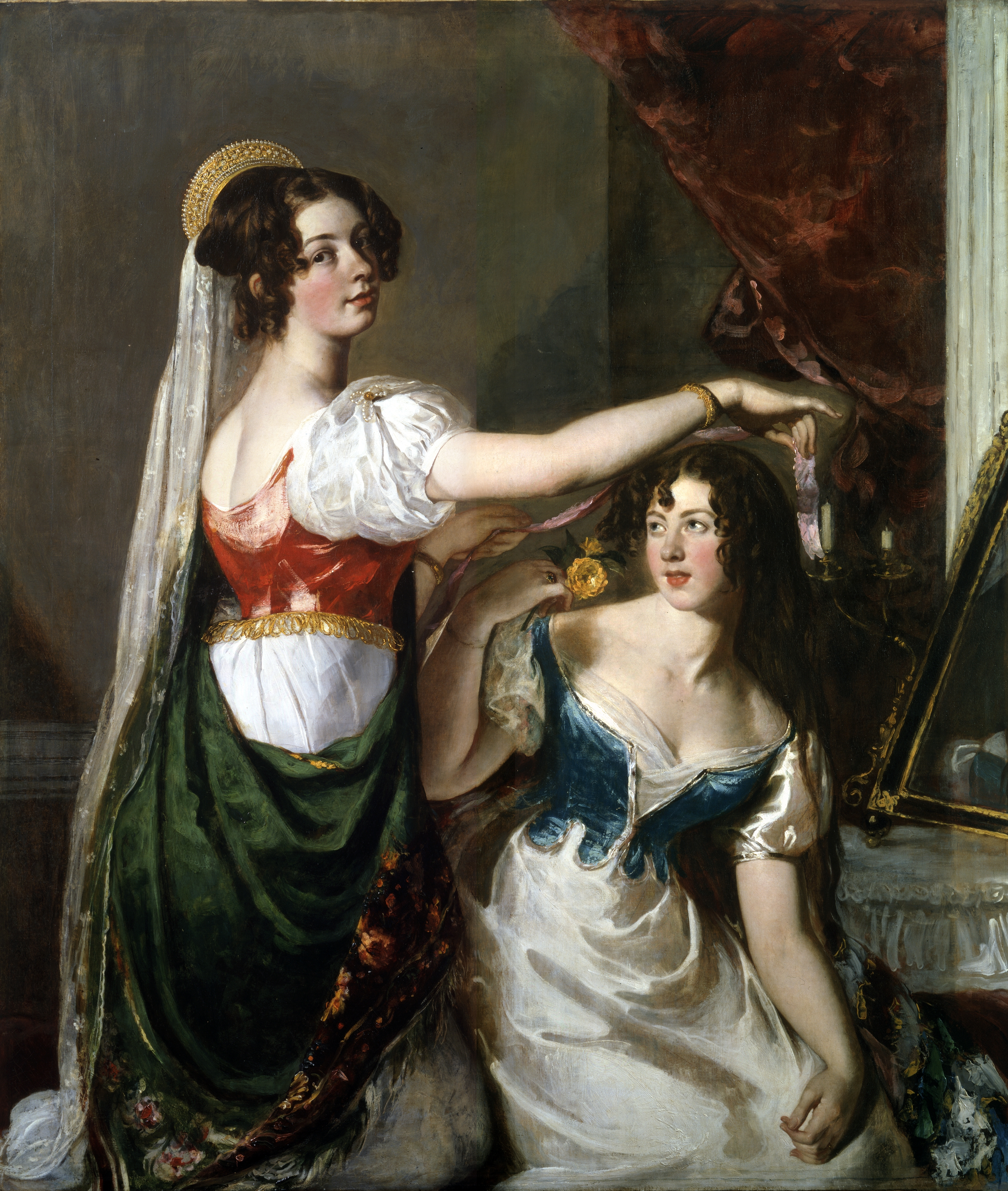